# Élections législatives de 1978 dans la Loire-Atlantique
Les élections législatives françaises de 1978 se déroulent les 12 et 19 mars 1978. Dans le département de la Loire-Atlantique, huit députés sont à élire dans le cadre de huit circonscriptions.

## Élus
| Circonscription | Député sortant                  | Parti | Parti         | Député élu ou réélu             | Parti | Parti    |
| --------------- | ------------------------------- | ----- | ------------- | ------------------------------- | ----- | -------- |
| 1re             | Alexandre Bolo                  |       | RPR           | Alexandre Bolo                  |       | RPR      |
| 2e              | Christian Chauvel               |       | PS            | Alain Chénard                   |       | PS       |
| 3e              | Benoît Macquet                  |       | RPR           | François Autain                 |       | PS       |
| 4e              | Joseph-Henri Maujoüan du Gasset |       | RI            | Joseph-Henri Maujoüan du Gasset |       | UDF (PR) |
| 5e              | Xavier Hunault                  |       | Divers droite | Xavier Hunault                  |       | app. UDF |
| 6e              | Georges Carpentier              |       | PS            | Claude Évin                     |       | PS       |
| 7e              | Olivier Guichard                |       | RPR           | Olivier Guichard                |       | RPR      |
| 8e              | Lucien Richard                  |       | RPR           | Lucien Richard                  |       | RPR      |

## Résultats

### Résultats à l'échelle du département
| Parti          | Parti                                       | Premier tour | Premier tour | Second tour | Second tour | Sièges |
| Parti          | Parti                                       | Voix         | %            | Voix        | %           | Sièges |
| -------------- | ------------------------------------------- | ------------ | ------------ | ----------- | ----------- | ------ |
|                | Rassemblement pour la République            | 150 656      | 29,46        | 175 913     | 41,61       | 3      |
|                | Union pour la démocratie française          | 97 038       | 18,98        | 52 607      | 12,44       | 2      |
|                | Divers droite dont DC                       | 16 294       | 3,19         |             |             | 0      |
|                | Centre national des indépendants et paysans | 7 709        | 1,51         | 0           |             |        |
|                | Majorité présidentielle                     | 271 697      | 53,13        | 228 520     | 54,05       | 5      |
|                |                                             |              |              |             |             |        |
|                | Parti socialiste                            | 129 688      | 25,36        | 194 261     | 45,95       | 3      |
|                | Parti communiste français                   | 61 989       | 12,12        |             |             | 0      |
|                | Mouvement des radicaux de gauche            | 13 960       | 2,73         | 0           |             |        |
|                | Union de la gauche                          | 205 637      | 40,21        | 194 261     | 45,95       | 3      |
|                |                                             |              |              |             |             |        |
|                | Extrême gauche (LO, LCR et UOPDP)           | 14 133       | 2,76         |             |             | 0      |
|                | Écologie 78                                 | 9 856        | 1,93         | 0           |             |        |
|                | Parti socialiste unifié                     | 3 744        | 0,73         | 0           |             |        |
|                | Extrême droite                              | 2 991        | 0,58         | 0           |             |        |
|                | Divers                                      | 1 265        | 0,25         | 0           |             |        |
|                | Mouvement des démocrates                    | 1 183        | 0,23         | 0           |             |        |
|                | Régionaliste                                | 850          | 0,17         | 0           |             |        |
|                |                                             |              |              |             |             |        |
| Inscrits       | Inscrits                                    | 630 285      | 100,00       | 513 078     | 100,00      | 8      |
| Abstentions    | Abstentions                                 | 109 016      | 17,3         | 82 409      | 16,06       |        |
| Votants        | Votants                                     | 521 269      | 82,7         | 430 669     | 83,94       |        |
| Blancs et nuls | Blancs et nuls                              | 9 913        | 1,9          | 7 888       | 1,83        |        |
| Exprimés       | Exprimés                                    | 511 356      | 98,1         | 422 781     | 98,17       |        |

### Résultats par circonscription

#### Première circonscription (Nantes-Ville)
| Candidat       | Candidat                     | Parti                | Premier tour | Premier tour | Second tour | Second tour |  |
| Candidat       | Candidat                     | Parti                | Voix         | %            | Voix        | %           |  |
| -------------- | ---------------------------- | -------------------- | ------------ | ------------ | ----------- | ----------- |  |
|                | Alexandre Bolo sortant réélu | RPR                  | 20 165       | 26,91        | 41 005      | 52,93       |  |
|                | Guy Goureaux                 | PS                   | 17 834       | 23,80        | 36 464      | 47,07       |  |
|                | Loïc Le Masne                | UDF (PR)             | 16 185       | 21,59        | Retrait     | Retrait     |  |
|                | Michel Moreau                | PCF                  | 10 620       | 14,17        |             |             |  |
|                | Marie-Françoise Gonin        | Écologie 78          | 4 436        | 5,92         |             |             |  |
|                | Jean-Claude Bonduelle        | MRG                  | 3 330        | 4,45         |             |             |  |
|                | Josette Chauvet              | LO                   | 879          | 1,17         |             |             |  |
|                | Françoise Chevalier          | Extrême gauche (OCF) | 782          | 1,04         |             |             |  |
|                | Daniel Le Foll               | FN                   | 705          | 0,94         |             |             |  |
|                |                              |                      |              |              |             |             |  |
| Inscrits       | Inscrits                     | Inscrits             | 96 501       | 100,00       | 96 499      | 100,00      |  |
| Abstentions    | Abstentions                  | Abstentions          | 20 609       | 21,36        | 17 602      | 18,24       |  |
| Votants        | Votants                      | Votants              | 75 892       | 78,64        | 78 897      | 81,76       |  |
| Blancs et nuls | Blancs et nuls               | Blancs et nuls       | 956          | 1,26         | 1 428       | 1,81        |  |
| Exprimés       | Exprimés                     | Exprimés             | 74 936       | 98,74        | 77 469      | 98,19       |  |

#### Deuxième circonscription (Nantes - Saint-Herblain)
| Candidat       | Candidat                  | Parti              | Premier tour | Premier tour | Second tour | Second tour |  |
| Candidat       | Candidat                  | Parti              | Voix         | %            | Voix        | %           |  |
| -------------- | ------------------------- | ------------------ | ------------ | ------------ | ----------- | ----------- |  |
|                | Jean-Claude Ferré         | RPR                | 17 710       | 29,26        | 31 034      | 48,98       |  |
|                | Alain Chénard élu         | PS                 | 16 117       | 26,62        | 32 322      | 51,02       |  |
|                | Claude Poperen            | PCF                | 9 473        | 15,64        |             |             |  |
|                | Jean-Pierre Cariou        | CNIP               | 5 208        | 8,60         |             |             |  |
|                | Christian Chauvel sortant | PSD                | 3 950        | 6,52         |             |             |  |
|                | Michel Dugast             | Divers droite (DC) | 2 239        | 3,70         |             |             |  |
|                | Lucien Divard             | MRG                | 1 466        | 2,42         |             |             |  |
|                | Joëlle Saint-Paul         | Divers             | 993          | 1,64         |             |             |  |
|                | Gérard Poussin            | PSU (FAB)          | 722          | 1,18         |             |             |  |
|                | Jean Le Foll              | Divers droite      | 647          | 1,07         |             |             |  |
|                | Marie-France Belin        | LO                 | 599          | 0,99         |             |             |  |
|                | Bernard Le Blavec         | UDB                | 494          | 0,81         |             |             |  |
|                | Gérard Nicol              | LCR                | 467          | 0,77         |             |             |  |
|                | Bertrand Renouvin         | Divers             | 272          | 0,45         |             |             |  |
|                | Dominique Jaunas          | UOPDP              | 159          | 0,26         |             |             |  |
|                |                           |                    |              |              |             |             |  |
| Inscrits       | Inscrits                  | Inscrits           | 78 635       | 100,00       | 78 766      | 100,00      |  |
| Abstentions    | Abstentions               | Abstentions        | 17 075       | 21,71        | 14 180      | 18          |  |
| Votants        | Votants                   | Votants            | 61 560       | 78,29        | 64 586      | 82          |  |
| Blancs et nuls | Blancs et nuls            | Blancs et nuls     | 1 044        | 1,7          | 1 230       | 1,9         |  |
| Exprimés       | Exprimés                  | Exprimés           | 60 516       | 98,3         | 63 356      | 98,1        |  |

#### Troisième circonscription (Nantes - Rezé - Bouguenais)
| Candidat       | Candidat               | Parti              | Premier tour | Premier tour | Second tour | Second tour |  |
| Candidat       | Candidat               | Parti              | Voix         | %            | Voix        | %           |  |
| -------------- | ---------------------- | ------------------ | ------------ | ------------ | ----------- | ----------- |  |
|                | François Autain élu    | PS                 | 22 104       | 33,36        | 34 943      | 51,00       |  |
|                | Benoît Macquet sortant | RPR                | 21 955       | 33,14        | 33 566      | 49,00       |  |
|                | Loïc Sparfel           | UDF (PR)           | 8 187        | 12,36        |             |             |  |
|                | Jean-Yves Coupel       | PCF                | 8 034        | 12,13        |             |             |  |
|                | Jean-René Siegfried    | MRG                | 1 731        | 2,61         |             |             |  |
|                | Joachim Lebot          | PSU (FAB)          | 1 664        | 2,51         |             |             |  |
|                | Marcel Landreau        | LO                 | 851          | 1,28         |             |             |  |
|                | Emmanuel Pontoizeau    | Divers droite (DC) | 758          | 1,14         |             |             |  |
|                | Jean Brunacci          | LCR                | 481          | 0,72         |             |             |  |
|                | Jean Hingant           | FN                 | 303          | 0,46         |             |             |  |
|                | Michel Kervarec        | UOPDP              | 192          | 0,29         |             |             |  |
|                |                        |                    |              |              |             |             |  |
| Inscrits       | Inscrits               | Inscrits           | 81 458       | 100,00       | 81 553      | 100,00      |  |
| Abstentions    | Abstentions            | Abstentions        | 14 047       | 17,24        | 12 031      | 14,75       |  |
| Votants        | Votants                | Votants            | 67 411       | 82,76        | 69 522      | 85,25       |  |
| Blancs et nuls | Blancs et nuls         | Blancs et nuls     | 1 151        | 1,71         | 1 013       | 1,46        |  |
| Exprimés       | Exprimés               | Exprimés           | 66 260       | 98,29        | 68 509      | 98,54       |  |

#### Quatrième circonscription (Ancenis - Orvault - Clisson)
| Candidat       | Candidat                                      | Parti              | Premier tour | Premier tour | Second tour | Second tour |  |
| Candidat       | Candidat                                      | Parti              | Voix         | %            | Voix        | %           |  |
| -------------- | --------------------------------------------- | ------------------ | ------------ | ------------ | ----------- | ----------- |  |
|                | Joseph-Henri Maujoüan du Gasset sortant réélu | UDF (PR)           | 33 143       | 40,82        | 52 607      | 64,04       |  |
|                | Jean Natiez                                   | PS                 | 17 206       | 21,19        | 29 539      | 35,96       |  |
|                | Hugues Aubry                                  | RPR                | 14 332       | 17,65        | Retrait     | Retrait     |  |
|                | Joëlle Le Hérissé                             | PCF                | 5 845        | 7,20         |             |             |  |
|                | Patrick Mareschal                             | MRG                | 3 963        | 4,88         |             |             |  |
|                | Jean-Pierre du Tertre                         | Divers droite (DC) | 2 807        | 3,46         |             |             |  |
|                | Fernande Landreau                             | LO                 | 2 060        | 2,54         |             |             |  |
|                | Patrick Cotrel                                | Extrême gauche     | 1 830        | 2,25         |             |             |  |
|                |                                               |                    |              |              |             |             |  |
| Inscrits       | Inscrits                                      | Inscrits           | 97 748       | 100,00       | 97 741      | 100,00      |  |
| Abstentions    | Abstentions                                   | Abstentions        | 14 454       | 14,79        | 14 022      | 14,35       |  |
| Votants        | Votants                                       | Votants            | 83 294       | 85,21        | 83 719      | 85,65       |  |
| Blancs et nuls | Blancs et nuls                                | Blancs et nuls     | 2 108        | 2,53         | 1 573       | 1,88        |  |
| Exprimés       | Exprimés                                      | Exprimés           | 81 186       | 97,47        | 82 146      | 98,12       |  |

#### Cinquième circonscription (Châteaubriant)
|                | Xavier Hunault sortant réélu | app. UDF       | 24 698 | 54,44  |  |  |  |
|                | Martine Buron                | PS             | 10 452 | 23,04  |  |  |  |
|                | Alexandre Pouvreau           | UDF (Rad)      | 4 154  | 9,15   |  |  |  |
|                | Michel Le Déan               | PCF            | 3 773  | 8,31   |  |  |  |
|                | Gilles Canneson              | LO             | 1 000  | 2,20   |  |  |  |
|                | Daniel Cariou                | MRG            | 783    | 1,72   |  |  |  |
|                | Philippe Legrand             | FN             | 509    | 1,12   |  |  |  |
|                |                              |                |        |        |  |  |  |
| Inscrits       | Inscrits                     | Inscrits       | 54 654 | 100,00 |  |  |  |
| Abstentions    | Abstentions                  | Abstentions    | 8 138  | 14,89  |  |  |  |
| Votants        | Votants                      | Votants        | 46 516 | 85,11  |  |  |  |
| Blancs et nuls | Blancs et nuls               | Blancs et nuls | 1 147  | 2,47   |  |  |  |
| Exprimés       | Exprimés                     | Exprimés       | 45 369 | 97,53  |  |  |  |

#### Sixième circonscription (Saint-Nazaire)
| Candidat       | Candidat              | Parti                | Premier tour | Premier tour | Second tour | Second tour |  |
| Candidat       | Candidat              | Parti                | Voix         | %            | Voix        | %           |  |
| -------------- | --------------------- | -------------------- | ------------ | ------------ | ----------- | ----------- |  |
|                | Claude Évin élu       | PS                   | 20 876       | 29,71        | 41 623      | 58,10       |  |
|                | Étienne Garnier       | RPR                  | 19 723       | 28,07        | 30 011      | 41,90       |  |
|                | Maurice Rocher        | PCF                  | 14 429       | 20,54        | Retrait     | Retrait     |  |
|                | Alain Pény            | UDF (CDS)            | 6 394        | 9,10         |             |             |  |
|                | Claude Gilardin       | PSD                  | 2 056        | 2,93         |             |             |  |
|                | Gérard Tardy          | MRG                  | 1 864        | 2,65         |             |             |  |
|                | Pierre Gilbert        | PSU (FAB)            | 1 358        | 1,93         |             |             |  |
|                | Étienne Cherblanc     | LO                   | 1 303        | 1,85         |             |             |  |
|                | Rémi Dupuy            | PFN                  | 1 179        | 1,68         |             |             |  |
|                | Pierre Jourdain       | Extrême gauche (OCF) | 776          | 1,10         |             |             |  |
|                | Jean-Patrick Beaupère | FN                   | 295          | 0,42         |             |             |  |
|                |                       |                      |              |              |             |             |  |
| Inscrits       | Inscrits              | Inscrits             | 87 266       | 100,00       | 87 230      | 100,00      |  |
| Abstentions    | Abstentions           | Abstentions          | 15 501       | 17,76        | 14 122      | 16,19       |  |
| Votants        | Votants               | Votants              | 71 765       | 82,24        | 73 108      | 83,81       |  |
| Blancs et nuls | Blancs et nuls        | Blancs et nuls       | 1 512        | 2,11         | 1 474       | 2,02        |  |
| Exprimés       | Exprimés              | Exprimés             | 70 253       | 97,89        | 71 634      | 97,98       |  |

#### Septième circonscription (Guérande - La Baule - Pontchâteau)
|                | Olivier Guichard sortant réélu | RPR               | 27 509 | 52,37  |  |  |  |
|                | André Tinière                  | PS                | 14 158 | 26,95  |  |  |  |
|                | Pierre Le Berche               | PCF               | 5 534  | 10,53  |  |  |  |
|                | Michel Barré                   | Divers écologiste | 2 179  | 4,15   |  |  |  |
|                | Yves Marideau                  | MDD               | 1 183  | 2,25   |  |  |  |
|                | Jean-Claude Saint-Arroman      | LO                | 968    | 1,84   |  |  |  |
|                | Marc Bertho                    | CCA               | 644    | 1,22   |  |  |  |
|                | Aldrig Russon                  | UDB               | 356    | 0,68   |  |  |  |
|                |                                |                   |        |        |  |  |  |
| Inscrits       | Inscrits                       | Inscrits          | 62 723 | 100,00 |  |  |  |
| Abstentions    | Abstentions                    | Abstentions       | 9 323  | 14,86  |  |  |  |
| Votants        | Votants                        | Votants           | 53 400 | 85,14  |  |  |  |
| Blancs et nuls | Blancs et nuls                 | Blancs et nuls    | 869    | 1,63   |  |  |  |
| Exprimés       | Exprimés                       | Exprimés          | 52 531 | 98,37  |  |  |  |

#### Huitième circonscription (Paimbœuf - Pornic)
| Candidat       | Candidat                     | Parti          | Premier tour | Premier tour | Second tour | Second tour |  |
| Candidat       | Candidat                     | Parti          | Voix         | %            | Voix        | %           |  |
| -------------- | ---------------------------- | -------------- | ------------ | ------------ | ----------- | ----------- |  |
|                | Lucien Richard sortant réélu | RPR            | 29 262       | 48,52        | 40 297      | 67,54       |  |
|                | Alain Verger                 | PS             | 10 941       | 18,14        | 19 370      | 32,46       |  |
|                | Huguette Chauvet             | PCF            | 4 281        | 7,10         |             |             |  |
|                | Albert Jan                   | UDF (CDS)      | 4 277        | 7,09         |             |             |  |
|                | Louis Marcetteau             | Divers droite  | 3 837        | 6,36         |             |             |  |
|                | Albert Heridet               | Écologie 78    | 3 241        | 5,37         |             |             |  |
|                | Yves Galouzeau de Villepin   | CNIP           | 2 501        | 4,15         |             |             |  |
|                | Gérard Lambert               | LO             | 1 142        | 1,89         |             |             |  |
|                | Jean Lepape                  | MRG            | 823          | 1,36         |             |             |  |
|                |                              |                |              |              |             |             |  |
| Inscrits       | Inscrits                     | Inscrits       | 71 300       | 100,00       | 71 289      | 100,00      |  |
| Abstentions    | Abstentions                  | Abstentions    | 9 869        | 13,84        | 10 452      | 14,66       |  |
| Votants        | Votants                      | Votants        | 61 431       | 86,16        | 60 837      | 85,34       |  |
| Blancs et nuls | Blancs et nuls               | Blancs et nuls | 1 126        | 1,83         | 1 170       | 1,92        |  |
| Exprimés       | Exprimés                     | Exprimés       | 60 305       | 98,17        | 59 667      | 98,08       |  |